# Reinhold Niebuhr

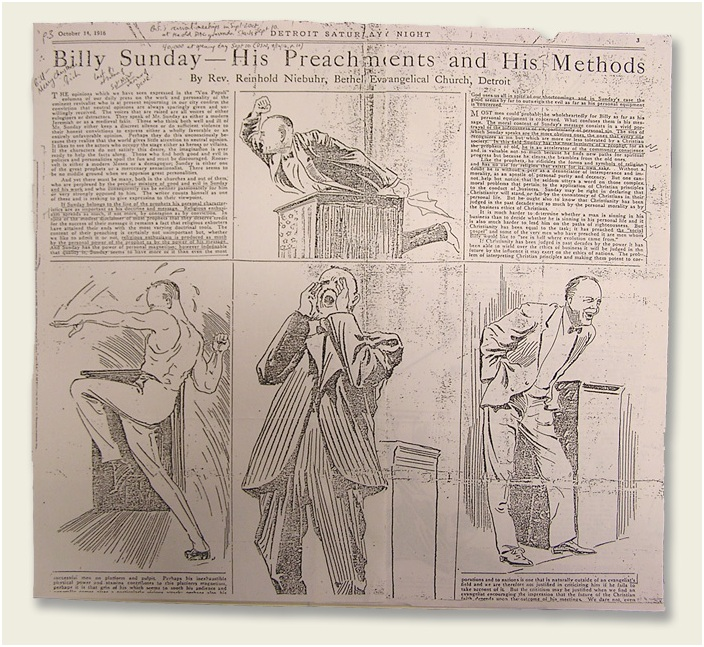
Artykuł Niebuhra z 1916 o Sundayu

Reinhold Niebuhr (ur. 21 czerwca 1892, zm. 1 czerwca 1971) – amerykański teolog i etyk protestancki, duchowny Zjednoczonego Kościoła Chrystusa. W latach 1915–1928 sprawował funkcję pastora w Detroit, a od 1928 roku przez trzydzieści dwa lata był profesorem etyki chrześcijańskiej Union Theological Seminary w Nowym Jorku. Propagował wizję chrześcijaństwa zaangażowanego społecznie, o orientacji antropologicznej, był jednak przeciwnikiem teologii liberalnej. Odrzucał też tradycyjną metafizykę. Zajmował się m.in. związkami między Bogiem a światem, chrześcijańską wizją historii, zjawiskiem zła i tragizmu, problematyką moralności. Głosił tezę, że biblijny pogląd na życie ma charakter dialektyczny, gdyż z jednej strony afirmuje naturalny sens dziejów i ludzkiej egzystencji, z drugiej zaś wskazuje, że centrum, źródło i spełnienie historii znajduje się poza nią.
Krytykował masowe ewangelizacje, tzw. „krucjaty”:
- w 1916 roku skrytykował krucjatę Billy’ego Sundaya w Detroit[2];
- w 1957 roku skrytykował krucjatę Billy’ego Grahama w Nowym Jorku[3].

Niebuhr jest autorem Modlitwy o pogodę ducha. Używana jest ona na spotkaniach Anonimowych Alkoholików, ale znana jest w znacznie szerszych kręgach.

## Wybrane publikacje
- „Moral Man and Immoral Society” z 1932 roku,
- „Poza tragizmem” z 1938 (wydanie polskie ukazało się w 1985 roku),
- „The nature and Destiny of Man” z 1943 roku,
- „Faith and History” z 1949 roku,
- „Man’s Nature and His Communities” z 1965 roku.